# 山田弥一
山田 弥一（やまだ やいち、1906年4月5日 - 1978年8月5日）は、昭和期の日本の政治家。衆議院議員（当選5回、自由民主党所属）、運輸政務次官（第1次池田内閣）、全国旅館生活衛生同業組合連合会（全旅連）、社団法人全国生活衛生同業組合中央会各会長。早稲田大学専門部商科卒業。

## 経歴
静岡県熱海市出身。1925年創業の老舗旅館・大月ホテル（2005年経営破綻、再建中）創業者であり、熱海町議、熱海市議・同議長、静岡県議・同議長を経て、1952年の第25回衆議院議員総選挙で初当選。以降、同じく熱海の老舗旅館・つるや（2001年に廃業）の創業者で共に自由民主党衆議院議員である畠山鶴吉と選挙・事業の両面で激しく覇を争った。
なお、立憲民主党衆議院議員・川内博史は当選前に大月ホテル取締役を務めた縁で山田の孫娘と結婚しており、山田の義理の孫に当たるが地盤は継承していない。